# Angraecum didieri
Espèce
Angraecum didieri est une espèce de plantes de la famille des orchidées.